# رالي بولندا 2013
رالي بولندا 2013 هو سباق رالي أقيم في الفترة من 13 سبتمبر إلى 15 سبتمبر 2013. كان الجولة التاسعة ضمن بطولة أوروبا للراليات موسم 2013. تكون الرالي من 13 مرحلة.

## النتائج
| م. | السائق               | الوقت     | الفرق   | النقاط |
| -- | -------------------- | --------- | ------- | ------ |
| 1  | كاجيتان كاجيتانوفيتش | 1:58:40.6 | –       | 25+13  |
| 2  | بريان بوفير          | 1:59:03.9 | +23.3   | 18+12  |
| 3  | يان كوبيسكي          | 2:00:09.0 | +1:28.4 | 15+10  |
| 4  | ميكال كوسيوسكو       | 2:00:54.7 | +2:14.1 | 12+6   |